# 김영재 (연출가)
김영재은 대한민국의 텔레비전 드라마 연출감독이다.

## 학력 및 경력
- MBC 프로듀서
- UNIST 졸업

## 드라마
- 2024년 MBC 2부작 금토 미니시리즈 《나는 돈가스가 싫어요》 ... 연출